# Charles Fefferman
Charles Louis Fefferman (ur. 18 kwietnia 1949 w Waszyngtonie) – amerykański matematyk.

## Życiorys
Jako "cudowne dziecko", już w wieku 14 lat wstąpił na Uniwersytet w Marylandzie, gdzie studiował jednocześnie fizykę i matematykę. Studia te ukończył z najwyższym wyróżnieniem w wieku 17 lat, a następnie rozpoczął studia doktoranckie na Uniwersytecie w Princeton pod kierunkiem Eliasa Steina. W latach 1969–1970 wykładał na Uniwersytecie w Princeton. Przeniósł się do Uniwersytetu w Chicago, gdzie w 1971 roku został awansowany na profesora, stając się najmłodszym profesorem w Stanach Zjednoczonych.

## Nagrody
- 1976: Nagroda Alana T. Watermana,
- 1978: Medal Fieldsa na Międzynarodowym Kongresie Matematyków w Helsinkach, za swoje badania dotyczące analizy Fouriera, równań różniczkowych cząstkowych i teorii funkcji kilku zmiennych zespolonych[4],
- 1992: Nagroda Bergmana,
- 2008: Nagrodą im. M. Bôchera[2],
- 2017: Nagroda Wolfa w dziedzinie matematyki[5].